# Olympische Sommerspiele 1972/Teilnehmer (Belgien)
| Gelbes Symbol für Goldmedaillen mit stilisierten Olympischen Ringen | Graues Symbol für Silbermedaillen mit stilisierten Olympischen Ringen | Braundes Symbol für Bronzemedaillen mit stilisierten Olympischen Ringen |
| ------------------------------------------------------------------- | --------------------------------------------------------------------- | ----------------------------------------------------------------------- |
| —                                                                   | 2                                                                     | —                                                                       |

Belgien nahm an den Olympischen Sommerspielen 1972 in München teil. Insgesamt 88 Athleten, darunter 82 Männer und sechs Frauen, gingen in 51 Wettbewerben in 14 Sportarten ins Rennen. Fahnenträger bei der Eröffnungsfeier war der Leichtathlet Gaston Roelants.

## Medaillengewinner

### Silber
| Name            | Sportart       | Wettkampf            |
| --------------- | -------------- | -------------------- |
| Emiel Puttemans | Leichtathletik | Männer, 10.000 Meter |
| Karel Lismont   | Leichtathletik | Männer, Marathon     |

## Teilnehmer nach Sportarten

### Bogenschießen
Männer
- André Baeyens
Einzel: 18. Platz

- Robert Cogniaux
Einzel: 4. Platz

- Jos Daman
Einzel: 23. Platz

### Fechten
Frauen
- Claudine le Comte
Florett, Einzel: Halbfinale

### Gewichtheben
Männer
- Serge Reding
Superschwergewicht: DNF

### Hockey
Männerturnier
- 10. Platz

- Kader
Charly Bouvy
Jean-Marie Buisset
Philippe Collin
Michel Deville
Daniel Dupont
Patrick Gillard
Jean-François Gilles
Marc Legros
Guy Miserque
Jean-Claude Moraux
Raoul Ronsmans
Michel De Saedeleer
Armand Solie
Eric Stoupel
Jean Toussaint
Carl-Eric Vanderborght
Jean-André Zembsch

### Judo
Männer
- Gustaaf Lauwereins
Leichtgewicht: 13. Platz

- Leslie MacPhail
Schwergewicht: 11. Platz

- Pierre Smets
Offene Klasse: 19. Platz

- Robert Van De Weyer
Halbmittelgewicht: 18. Platz

### Kanu
| Männer - Jean-Pierre Burny Kajak-Einer, 1000 Meter: 4. Platz - Marc Moens & Herman Naegels Kajak-Zweier, 1000 Meter: Halbfinale - Joseph Broeckx, Jean-Marie D’Haese, Roger T’Joncke & Paul Stinckens Kajak-Vierer, 1000 Meter: Halbfinale | Frauen - Rosine Roland Kajak-Einer, Slalom: 17. Platz |

### Leichtathletik
| Männer - André Dehertoghe 1500 Meter: Vorläufe - Régis Ghesquière Zehnkampf: 11. Platz - René Goris 5000 Meter: Vorläufe - Freddy Herbrand Zehnkampf: 6. Platz - Roger Lespagnard Zehnkampf: 14. Platz - Karel Lismont 10.000 Meter: Vorläufe Marathon: Silber - Herman Mignon 800 Meter: Halbfinale 1500 Meter: 6. Platz - Willy Polleunis 5000 Meter: Vorläufe 10.000 Meter: 14. Platz - Emiel Puttemans 5000 Meter: 5. Platz 10.000 Meter: Silber - Walter Van Renterghem Marathon: 46. Platz - Gaston Roelants Marathon: DNF - Edgard Salvé 1500 Meter: Vorläufe - Paul Thys 3000 Meter Hindernis: Vorläufe | Frauen - Marleen Verheuen 800 Meter: Vorläufe - Maggy Wauters Diskuswurf: 17. Platz in der Qualifikation |

### Radsport
Männer
- Roger De Beukelaer
4000 Meter Mannschaftsverfolgung: 12. Platz in der Qualifikation

- Lucien De Brauwere
Straßenrennen: 59. Platz

- Staf Van Cauter
100 Kilometer Mannschaftszeitfahren: 4. Platz

- Léon Daelemans
4000 Meter Mannschaftsverfolgung: 12. Platz in der Qualifikation

- Ludo Delcroix
100 Kilometer Mannschaftszeitfahren: 4. Platz

- Staf Hermans
Straßenrennen: 45. Platz
100 Kilometer Mannschaftszeitfahren: 4. Platz

- Alex Van Linden
4000 Meter Mannschaftsverfolgung: 12. Platz in der Qualifikation

- Frank Van Looy
Straßenrennen: DNF

- Freddy Maertens
Straßenrennen: 13. Platz

- Robert Maveau
Sprint: 6. Lauf
1000 Meter Zeitfahren: 14. Platz

- Manu Snellinx
Sprint: disqualifiziert im 2. Lauf
Tandemsprint: 5. Platz

- Noël Soetaert
Tandemsprint: 5. Platz

- Louis Verreydt
100 Kilometer Mannschaftszeitfahren: 4. Platz

- Wilfried Wesemael
4000 Meter Einerverfolgung: 18. Platz in der Qualifikation
4000 Meter Mannschaftsverfolgung: 12. Platz in der Qualifikation

### Reiten
- Jean Damman
Springen, Einzel: 40. Platz
Springen, Mannschaft: 11. Platz

- François Mathy
Springen, Einzel: 31. Platz
Springen, Mannschaft: 11. Platz

- Françoise Thiry
Springen, Mannschaft: 11. Platz

- Eric Wauters
Springen, Einzel: 49. Platz
Springen, Mannschaft: 11. Platz

### Ringen
Männer
- Constant Bens
Weltergewicht, griechisch-römisch: 2. Runde
Mittelgewicht, Freistil: 2. Runde

- Harry Van Landeghem
Federgewicht, griechisch-römisch: 3. Runde

### Rudern
Männer
- Claude Dehombreux & Albert Heyche
Doppelzweier: 9. Platz

- Guy Defraigne, Wilfried Van Herck & Paul De Weert
Zweier mit Steuermann: Hoffnungslauf

### Schießen
- Chris Binet
Skeet: 48. Platz

- Francis Cornet
Skeet: 14. Platz

- Robert Houman
Kleinkaliber, liegend: 52. Platz

- François Lafortune
Kleinkaliber, Dreistellungskampf: 47. Platz
Kleinkaliber, liegend: 14. Platz

- Guy Rénard
Trap: 16. Platz

- André Zoltan
Freie Pistole: 52. Platz

### Schwimmen
| Männer - François Deley 400 Meter Freistil: Vorläufe 1500 Meter Freistil: Vorläufe - Jacques Leloup 100 Meter Schmetterling: Vorläufe 200 Meter Schmetterling: Vorläufe - Rudi Vingerhoets 100 Meter Brust: Vorläufe 200 Meter Brust: Vorläufe | Frauen - Béatrice Mottoulle 100 Meter Brust: Vorläufe 200 Meter Brust: Vorläufe 400 Meter Lagen: Vorläufe |

### Segeln
- Jacques Rogge
Finn-Dinghy: 14. Platz

- Dirk De Bock, Charles De Bondsridder & Walter Haverhals
Solung: 8. Platz